# قربان قليتش ملا
قربان قليتش ملا (بالفارسية: قربان قلیچ ملا) هي قرية تقع في غلستان في إيران. يقدر عدد سكانها بـ 92 نسمة بحسب إحصاء 2016.